# Oscar 1978
A 50ª cerimônia de entrega dos Academy Awards (ou Oscars 1978), apresentada pela Academia de Artes e Ciências Cinematográficas, premiou os melhores atores, técnicos e filmes de 1977 no dia 3 de abril de 1978, em Los Angeles e teve Bob Hope como mestre de cerimônias.
O filme com mais premiações da festa do Oscar foi a ficção científica campeã de bilheteria Star Wars Episódio IV: Uma Nova Esperança, que levou 6 prêmios técnicos e mais um prêmio especial, num total de 10 indicações. Outro grande vencedor foi a comédia Noivo Neurótico, Noiva Nervosa que, embora com apenas 4 estatuetas, levou o Oscar em algumas das principais categorias: filme, direção, atriz e roteiro original.
The Turning Point ("Momento de Decisão") foi a grande decepção da noite, não tendo vencido em nenhuma das 11 categorias para as quais foi indicado, se tornando, na ocasião, o filme com o maior número de derrotas da história do Oscar, recorde negativo que seria igualado somente em 1986 pelo filme A Cor Púrpura.
Woody Allen igualou os recordes de Orson Welles, Charles Chaplin e Sylvester Stallone, e se tornou o quarto artista, num mesmo ano, a receber duas indicações nas categorias de melhor ator e roteiro, e a segunda pessoa, desde Orson Welles em 1941, a também concorrer em três categorias numa mesma edição: melhor direção, ator e roteiro.
Rara ocasião em que os vencedores das principais categorias de atuação levaram o Oscar de melhor ator e de atriz atuando em uma comédia. Diane Keaton, por Noivo Neurótico, Noiva Nervosa e Richard Dreyfuss, por A Garota do Adeus.
Jason Robards, que venceu na categoria de ator coadjuvante pela segunda vez, foi o quarto ator a vencer consecutivamente o prêmio. Antes dele, apenas Spencer Tracy, Katharine Hepburn e Luise Rainer.
A cerimônia do Oscar contou com a participação de várias estrelas da Era de Ouro de Hollywood na apresentação das premiações, como Bette Davis, Gregory Peck, William Holden, Janet Gaynor, Barbara Stanwyck, Fred Astaire e as irmãs Olivia de Havilland, que anunciou o Oscar honorário para Margareth Booth, e Joan Fontaine, que apresentou a estatueta de Melhores Efeitos Visuais.
Mark Hamill, ator que deu vida a Luke Skywalker, o herói de Star Wars, apresentou o Special Achievement Academy Award ao lado dos robôs R2-D2 e C-3PO, outros personagens clássicos da saga.
Sammy Davis Jr, Aretha Franklin, Jane Powell e Debbie Reynolds apresentaram performances musicais no palco do Oscar 1978.
Última aparição de Bob Hope como mestre de cerimônias da festa do Oscar, que no ano seguinte passaria a ser apresentada por Johnny Carson.

## Vencedores e nomeados

### Melhor Filme
- Noivo Neurótico, Noiva Nervosa

- A Garota do Adeus
- Julia
- The Turning Point''
- Star Wars Episódio IV: Uma Nova Esperança

### Melhor Direção
- Woody Allen por 'Noivo Neurótico, Noiva Nervosa''

- George Lucas' por Star Wars Episódio IV: Uma Nova Esperança
- Steven Spielberg' por Contatos Imediatos do Terceiro Grau
- Fred Zinnemann' por Julia
- Herbert Ross' por The Turning Point

### Melhor Ator
- Richard Dreyfuss por 'A Garota do Adeus''

- Woody Allen' por Noivo Neurótico, Noiva Nervosa
- Richard Burton' por Equus
- Marcelo Mastroianni' por Um Dia Muito Especial
- John Travolta' por Os Embalos de Sábado à Noite

### Melhor Atriz
- Diane Keaton por 'Noivo Neurótico, Noiva Nervosa''

- Marsha Mason' por A Garota do Adeus
- Jane Fonda' por Julia
- Shirley MacLaine' por The Turning Point
- Anne Bancroft' por The Turning Point

### Melhor Ator Coadjuvante
- Jason Robards por 'Julia''

- Maximilian Schell' por Julia
- Alec Guinness' por Star Wars Episódio IV: Uma Nova Esperança
- Peter Firth' por Equus
- Mikhail Baryshnikov' por The Turning Point

### Melhor Atriz Coadjuvante
- Vanessa Redgrave por 'Julia''

- Melinda Dillon' por Contatos Imediatos do Terceiro Grau
- Leslie Browne' por The Turning Point
- Tuesday Weld' por Looking For Mr. Goodbar
- Quinn Cummings' por A Garota do Adeus

### Melhor Filme de Língua Estrangeira
- Madame Rosa, a Vida à Sua Frente  (França)

- Esse Obscuro Objeto do Desejo' (Espanha)
- Um Dia Muito Especial' (Itália)
- Operação Thunderbolt' (Israel)
- Ifigeneia' (Grécia)

### Melhor Roteiro Original
- Noivo Neurótico, Noiva Nervosa

- A Garota do Adeus''
- The Turning Point''
- Star Wars Episódio IV: Uma Nova Esperança''
- A Última Investigação''

### Melhor Roteiro Adaptado
- Julia

- Equus''
- Alguém Lá em Cima Gosta de Mim''
- Esse Obscuro Objeto do Desejo''
- I Never Promised You a Rose Garden''

### Melhor Figurino
- Star Wars Episódio IV: Uma Nova Esperança

- Julia''
- Airport '77''
- A Little Night Music''
- O Outro Lado da Meia-Noite''

### Melhor Montagem
- Star Wars Episódio IV: Uma Nova Esperança

- The Turning Point''
- Contatos Imediatos do Terceiro Grau''
- Smokey and the Bandit''
- Julia''

### Melhores Efeitos Visuais
- Star Wars Episódio IV: Uma Nova Esperança

- Contatos Imediatos do Terceiro Grau''

### Melhor Fotografia
- Contatos Imediatos do Terceiro Grau

- The Turning Point''
- Looking For Mr. Goodbar''
- Julia''
- A Ilha do Adeus''

### Melhor Som
- Star Wars Episódio IV: Uma Nova Esperança

- The Turning Point''
- O Fundo do Mar''
- Comboio do Medo''
- Contatos Imediatos do Terceiro Grau''

### Melhor Trilha Sonora Original
- Star Wars Episódio IV: Uma Nova Esperança

- 007 - O Espião Que Me Amava''
- Julia''
- Maomé, o Mensageiro de Alá''
- Contatos Imediatos do Terceiro Grau''

### Melhor Trilha Sonora Adaptada
- A Little Night Music

- Pete's Dragon''
- The Slipper and the Rose''

### Melhor Canção Original
- Luz da Minha Vida

(pela canção You Light Up My Life)
- Bernardo e Bianca

(pela canção Someones Waiting For You)
- 007 - O Espião Que Me Amava

(pela canção Nobody Does It Better)
- Pete's Dragon

(pela canção Candle on the Water)
- The Slipper and the Rose

(pela canção The Slipper and the Rose Waltz (He Danced with Me/She Danced with Me)"d)

### Melhor Direção de Arte
- Star Wars Episódio IV: Uma Nova Esperança

- Contatos Imediatos do Terceiro Grau''
- 007 - O Espião Que Me Amava''
- Airport '77''
- The Turning Point''

### Melhor Edição de Som
- Contatos Imediatos do Terceiro Grau

- Star Wars Episódio IV: Uma Nova Esperança''

### Melhor Documentário
- Who Are the DeBolts? And Where Did They Get Nineteen Kids?

### Melhor Curta-Metragem
- I'll Finda a Way

### Melhor Documentário em Curta-Metragem
- Gravity Is My Enemy

### Melhor Animação em Curta-Metragem
- The Sand Castle